# ISU Junior Grand Prix w łyżwiarstwie figurowym 2005/2006
ISU Junior Grand Prix w łyżwiarstwie figurowym 2005/2006 – 9. edycja zawodów w łyżwiarstwie figurowym w kategorii juniorów. Zawodnicy podczas tego sezonu wystąpili w dziewięciu zawodach tego cyklu rozgrywek. Rywalizacja rozpoczęła się w Bratysławie 1 września, a zakończyła się finałem JGP w Ostrawie, który odbył się w dniach 24 – 27 listopada 2005 roku.

## Kalendarium zawodów
| Lp. | Data                              | Miejsce    | Zawody                  | Źr. |
| --- | --------------------------------- | ---------- | ----------------------- | --- |
| 1   | 1–4 września 2005                 | Bratysława | JGP w Słowacji          |     |
| 2   | 7–11 września 2005                | Canillo    | JGP w Andorze           |     |
| 3   | 14–17 września 2005               | Tallinn    | JGP w Estonii           |     |
| 4   | 22–25 września 2005               | Montreal   | JGP w Kanadzie          |     |
| 5   | 29 września – 2 października 2005 | Sofia      | JGP w Bułgarii          |     |
| 6   | 6–9 października 2005             | Zagrzeb    | JGP w Chorwacji         |     |
| 7   | 12–15 października 2005           | Gdańsk     | JGP w Polsce            |     |
| 8   | 20–23 października 2005           | Okaya      | JGP w Japonii           |     |
| 9   | 24–27 listopada 2005              | Ostrawa    | Finał Junior Grand Prix |     |

## Medaliści

### Soliści
| Zawody    | 1. miejsce          | 2. miejsce         | 3. miejsce          | Źr. |
| --------- | ------------------- | ------------------ | ------------------- | --- |
| Słowacja  | Aleksandr Uspienski | Stephen Carriere   | Philipp Tischendorf |     |
| Andora    | Ryo Shibata         | Adrian Schultheiss | Geoffrey Varner     |     |
| Estonia   | Tommy Steenberg     | Kosuke Morinaga    | Iwan Trietjakow     |     |
| Kanada    | Patrick Chan        | Takahiko Kozuka    | Craig Ratterree     |     |
| Bułgaria  | Stephen Carriere    | Traighe Rouse      | Siergiej Woronow    |     |
| Chorwacja | Adrian Schultheiss  | Geoffrey Varner    | Ryo Shibata         |     |
| Polska    | Aleksandr Uspienski | Austin Kanallakan  | Chao Yang           |     |
| Japonia   | Takahiko Kozuka     | Guan Jinlin        | Siergiej Woronow    |     |
| Finał JGP | Takahiko Kozuka     | Austin Kanallakan  | Geoffrey Varner     |     |

### Solistki
| Zawody    | 1. miejsce           | 2. miejsce          | 3. miejsce           | Źr. |
| --------- | -------------------- | ------------------- | -------------------- | --- |
| Słowacja  | Kim Yu-na            | Aki Sawada          | Elene Gedewaniszwili |     |
| Andora    | Mai Asada            | Christine Zukowski  | Laura Lepistö        |     |
| Estonia   | Elene Gedewaniszwili | Wieronika Kropotina | Kiira Korpi          |     |
| Kanada    | Akiko Kitamura       | Megan Oster         | Laura Dutertre       |     |
| Bułgaria  | Kim Yu-na            | Katy Taylor         | Juliana Cannarozzo   |     |
| Chorwacja | Wieronika Kropotina  | Nana Takeda         | Christine Zukowski   |     |
| Polska    | Haruka Inoue         | Akiko Kitamura      | Xu Binshu            |     |
| Japonia   | Aki Sawada           | Xu Binshu           | Juliana Cannarozzo   |     |
| Finał JGP | Kim Yu-na            | Aki Sawada          | Xu Binshu            |     |

### Pary sportowe
| Zawody    | 1. miejsce                         | 2. miejsce                                        | 3. miejsce                                | Źr. |
| --------- | ---------------------------------- | ------------------------------------------------- | ----------------------------------------- | --- |
| Słowacja  | Mariel Miller / Rockne Brubaker    | Walerija Simakowa / Anton Tokariew                | Theresa Mailling / Dominique Welsh        |     |
| Andora    | Bianca Butler / Joseph Jacobsen    | Julia Vlassov / Drew Meekins                      | Jekatierina Ragozina / Pawieł Slusarienko |     |
| Estonia   | Aaryn Smith / Will Chitwood        | Jelizawieta Lewszyna / Konstantin Gawrin          | Lilly Pixley / John Salway                |     |
| Kanada    | Walerija Simakowa / Anton Tokariew | Jekatierina Szeriemietjewa / Michaił Kuzniecow    | Michelle Cronin / Brian Shales            |     |
| Bułgaria  | Mariel Miller / Rockne Brubaker    | Kendra Moyle / Andy Seitz                         | Jelizawieta Lewszyna / Konstantin Gawrin  |     |
| Chorwacja | Bridget Namiotka / John Coughlin   | Ksienija Krasilnikowa / Konstantin Biezmatiernych | Julia Vlassov / Drew Meekins              |     |
| Polska    | Aaryn Smith / Will Chitwood        | Jekatierina Wasiljewa / Aleksandr Smirnow         | Angelika Pylkina / Niklas Hogner          |     |
| Japonia   | Kendra Moyle / Andy Seitz          | Ksienija Krasilnikowa / Konstantin Biezmatiernych | Bianca Butler / Joseph Jacobsen           |     |
| Finał JGP | Walerija Simakowa / Anton Tokariew | Julia Vlassov / Drew Meekins                      | Mariel Miller / Rockne Brubaker           |     |

### Pary taneczne
| Zawody    | 1. miejsce                                 | 2. miejsce                             | 3. miejsce                                 | Źr. |
| --------- | ------------------------------------------ | -------------------------------------- | ------------------------------------------ | --- |
| Słowacja  | Natalja Michajłowa / Arkadij Siergiejew    | Anna Cappellini / Luca Lanotte         | Trina Pratt / Todd Gilles                  |     |
| Andora    | Tessa Virtue / Scott Moir                  | Meryl Davis / Charlie White            | Ksienija Antonowa / Roman Mylnikow         |     |
| Estonia   | Anastasija Gorszkowa / Ilja Tkaczenko      | Allie Hann-McCurdy / Michael Coreno    | Grethe Grünberg / Kristian Rand            |     |
| Kanada    | Tessa Virtue / Scott Moir                  | Jekatierina Bobrowa / Dmitrij Sołowjow | Mylène Lamoureux / Michael Mee             |     |
| Bułgaria  | Meryl Davis / Charlie White                | Anna Cappellini / Luca Lanotte         | Anastasija Płatonowa / Andriej Maksimiszyn |     |
| Chorwacja | Natalja Michajłowa / Arkadij Siergiejew    | Trina Pratt / Todd Gilles              | Kristina Gorszkowa / Witalij Butikow       |     |
| Polska    | Anastasija Gorszkowa / Ilja Tkaczenko      | Jekatierina Bobrowa / Dmitrij Sołowjow | Jane Summersett / Elliott Pennington       |     |
| Japonia   | Anastasija Płatonowa / Andriej Maksimiszyn | Rina Thieleke / Sascha Rabe            | Polina Jakobs / Aleksandr Bajdukow         |     |
| Finał JGP | Tessa Virtue / Scott Moir                  | Meryl Davis / Charlie White            | Anna Cappellini / Luca Lanotte             |     |

## Klasyfikacje punktowe
Awans do finału Grand Prix zdobywa 8 najlepszych zawodników/par w każdej z konkurencji.
| Poz.                                                  | Zawodnik                                              | Punkty                                                |
| Miejsca 1–8: kwalifikacja do Finału Junior Grand Prix | Miejsca 1–8: kwalifikacja do Finału Junior Grand Prix | Miejsca 1–8: kwalifikacja do Finału Junior Grand Prix |
| ----------------------------------------------------- | ----------------------------------------------------- | ----------------------------------------------------- |
| 1                                                     | Aleksandr Uspienski                                   | 30                                                    |
| 2                                                     | Adrian Schultheiss                                    | 28                                                    |
| 3                                                     | Takahiko Kozuka                                       | 28                                                    |
| 4                                                     | Stephen Carriere                                      | 28                                                    |
| 5                                                     | Ryo Shibata                                           | 26                                                    |
| 6                                                     | Patrick Chan                                          | 24                                                    |
| 7                                                     | Geoffrey Varner                                       | 24                                                    |
| 8                                                     | Austin Kanallakan                                     | 22                                                    |
| Miejsca 9–11: rezerwa do Finału Junior Grand Prix     |                                                       |                                                       |
| 9                                                     | Guan Jinlin                                           | 22                                                    |
| 10                                                    | Siergiej Woronow                                      | 22                                                    |
| 11                                                    | Kosuke Morinaga                                       | 20                                                    |

| Poz.                                                  | Zawodniczka                                           | Punkty                                                |
| Miejsca 1–8: kwalifikacja do Finału Junior Grand Prix | Miejsca 1–8: kwalifikacja do Finału Junior Grand Prix | Miejsca 1–8: kwalifikacja do Finału Junior Grand Prix |
| ----------------------------------------------------- | ----------------------------------------------------- | ----------------------------------------------------- |
| 1                                                     | Kim Yu-na                                             | 30                                                    |
| 2                                                     | Aki Sawada                                            | 28                                                    |
| 3                                                     | Wieronika Kropotina                                   | 28                                                    |
| 4                                                     | Akiko Kitamura                                        | 28                                                    |
| 5                                                     | Elene Gedewaniszwili                                  | 26                                                    |
| 6                                                     | Mai Asada                                             | 24                                                    |
| 7                                                     | Christine Zukowski                                    | 24                                                    |
| 8                                                     | Xu Binshu                                             | 24                                                    |
| Miejsca 9–11: rezerwa do Finału Junior Grand Prix     |                                                       |                                                       |
| 9                                                     | Katy Taylor                                           | 22                                                    |
| 10                                                    | Nana Takeda                                           | 22                                                    |
| 11                                                    | Juliana Cannarozzo                                    | 22                                                    |

| Poz.                                                  | Zawodnicy                                             | Punkty                                                |
| Miejsca 1–8: kwalifikacja do Finału Junior Grand Prix | Miejsca 1–8: kwalifikacja do Finału Junior Grand Prix | Miejsca 1–8: kwalifikacja do Finału Junior Grand Prix |
| ----------------------------------------------------- | ----------------------------------------------------- | ----------------------------------------------------- |
| 1                                                     | Mariel Miller / Rockne Brubaker                       | 30                                                    |
| 2                                                     | Aaryn Smith / Will Chitwood                           | 30                                                    |
| 3                                                     | Kendra Moyle / Andy Seitz                             | 28                                                    |
| 4                                                     | Walerija Simakowa / Anton Tokariew                    | 28                                                    |
| 5                                                     | Bianca Butler / Joseph Jacobsen                       | 26                                                    |
| 6                                                     | Ksienija Krasilnikowa / Konstantin Biezmatiernych     | 26                                                    |
| 7                                                     | Bridget Namiotka / John Coughlin                      | 24                                                    |
| 8                                                     | Julia Vlassov / Drew Meekins                          | 24                                                    |
| Miejsca 9–11: rezerwa do Finału Junior Grand Prix     |                                                       |                                                       |
| 9                                                     | Jelizawieta Lewszyna / Konstantin Gawrin              | 24                                                    |
| 10                                                    | Jekatierina Szeriemietjewa / Michaił Kuzniecow        | 22                                                    |
| 11                                                    | Angelika Pylkina / Niklas Hogner                      | 20                                                    |

| Poz.                                                  | Zawodnicy                                             | Punkty                                                |
| Miejsca 1–8: kwalifikacja do Finału Junior Grand Prix | Miejsca 1–8: kwalifikacja do Finału Junior Grand Prix | Miejsca 1–8: kwalifikacja do Finału Junior Grand Prix |
| ----------------------------------------------------- | ----------------------------------------------------- | ----------------------------------------------------- |
| 1                                                     | Tessa Virtue / Scott Moir                             | 30                                                    |
| 2                                                     | Natalja Michajłowa / Arkadij Siergiejew               | 30                                                    |
| 3                                                     | Anastasija Gorszkowa / Ilja Tkaczenko                 | 30                                                    |
| 4                                                     | Meryl Davis / Charlie White                           | 28                                                    |
| 5                                                     | Anastasija Płatonowa / Andriej Maksimiszyn            | 26                                                    |
| 6                                                     | Anna Cappellini / Luca Lanotte                        | 26                                                    |
| 7                                                     | Jekatierina Bobrowa / Dmitrij Sołowjow                | 26                                                    |
| 8                                                     | Trina Pratt / Todd Gilles                             | 24                                                    |
| Miejsca 9–11: rezerwa do Finału Junior Grand Prix     |                                                       |                                                       |
| 9                                                     | Allie Hann-McCurdy / Michael Coreno                   | 22                                                    |
| 10                                                    | Grethe Grünberg / Kristian Rand                       | 20                                                    |
| 11                                                    | Polina Jakobs / Aleksandr Bajdukow                    | 20                                                    |